# Latvijas Finieris
«Latvijas Finieris» — ведущий производитель фанеры и изделий из него в странах Балтии. Другими важными направлениями деятельности группы являются продажа плитных материалов, лесное хозяйство и лесозаготовки, а также производство синтетических смол и фенольных пленок.

## История
Истоки «Latvijas Finieris» восходят к основанной в 1873 году фабрике «Latvijas Bērzs», где с установкой гидравлического пресса в 1909 году впервые в Латвии началось производство фанеры.
Благодаря быстрому развитию отрасли, основанные в последующие годы компании «Furniers» и «Lignums» становятся самыми современными и признанными производителями березового шпона и изделий из фанеры во многих странах мира.
В 1975 году все три фабрики были объединены, в результате чего было создано государственное предприятие «Латвийское объединение производства фанеры». По мере приближения распада СССР объемы производства стремительно сокращаются, и фанерная промышленность в Латвии получает новое развитие только после 1992 года, когда многие работники предприятия объединились и создали закрытое акционерное общество «Latvijas Finieris».

## Заводы
| Страна    | Тип продукта | Заводы                                             |
| --------- | ------------ | -------------------------------------------------- |
| Эстония   | Фанера       | - «Kohila Vineer»                                  |
| Латвия    | Фанера       | - «Lignums» - «Furniers» - «Hapaks» - «Verems»     |
| Латвия    | Другие       | - «Troja» (изделия из дерева) - Завод оборудования |
| Литва     | Фанера       | - «Likmere»                                        |
| Финляндия | Фанера       | - «Sastamala»                                      |

## Пожертвования
«Latvijas Finieris» — бронзовый меценат Фонда Латвийского университета .
В 2001 году предприятие пожертвовало средства на установку мемориального камня в Букайши, покровителю Латвийского университета Кристапу Морбергсу, в его родном доме «Лиелстрикайши».